# エド州

エド州
州の愛称: ナイジェリアの拍動

エド州 (エドしゅう、Edo State) は、ナイジェリア南部中央に位置する州。州都はベニンシティ。

## 歴史
エド州はベニン王国のあった地域でベニン王国滅亡後は南部ナイジェリア保護領に組み込まれ、西部州に入れられた。ナイジェリア独立後1963年西部州から分割され中西部州とされ1976年にベンデル州に改名された後、1991年南東部がデルタ州に分割された。旧中西部州を南南部とする場合もある。
1992年の知事選挙では社会民主党のジョン・オディジェ・オイェグンと国民共和会議のラッキー・イビネディオンが争い、選挙裁判所が2月4日選挙を無効にした。イビネディオンはベニン王（オバ）と首長の一人ノサカレ・イセクレが不正にオイェグンを支持したと主張したが、3月18日オイェグンの勝利が宣言された。

## 地方行政区
エド州には以下の地方行政区が置かれている。
| - アココ＝エド - エゴル - 北東エサン - 中央エサン - 南東エサン - 西エサン - 中央エツァコ - 東エツァコ - 西エツァコ | - イグエベン - イクポバ＝オクハ - オレド - オルヒオンムウォン - 北東オヴィア - 南西オヴィア - 東オワン - 西オワン - ウフンムウォンデ |

## 民族構成
エド州の主要な言語はニジェール・コンゴ語族系のビニ族のエド語、エサン語、エツァコ語・オワン語、ウロボ語、イジョ系のイツェキリ語・イゾン語、オクパメリ語などである。
南部にビニ族（エド族）、東部にエサン族、北部にアフェマイ族系、最南部にイジョ系が多く住む。

## 教育
ベニン大学、西部オカダのイビネディオン大学、北部エクポマのアンブローズ・アリ大学が主な大学である。

## 経済
石油産出州の一つであるが、あまり還元されていない。

## 著名人
- フェスタス・エジーリ(Ifeanyi Festus Ezeli-Nd)(1989年～)：バスケットボール選手。

## 脚註
1. ↑  Osaghae, Eghosa E (1998). The Crippled Giant: Nigeria Since Independence. Indiana University Press. p. 236. ISBN 0253334101